# Państwowa Rada Telekomunikacyjna
Państwowa Rada Telekomunikacyjna – jednostka organizacyjna Przewodniczącego Państwowej Komisji Planowania Gospodarczego istniejąca w latach 1950–1972, powołana w celu prowadzenia jednolitej polityki telekomunikacyjnej oraz koordynacji zamierzeń poszczególnych resortów w tej dziedzinie.
Na podstawie uchwały Rady Ministrów z 1950 r. nadano statut Państwowej Radzie Telekomunikacyjnej.
Uchwałą Rady Ministrów z 1951 r. zmieniono statut Państwowej Rady Telekomunikacyjnej.

## Zakres działania Rady
Do zakresu działania Rady należało opiniowanie w sprawach:
- prowadzenia jednolitej polityki telekomunikacyjnej,
- koordynacji zamierzeń poszczególnych resortów w tej dziedzinie oraz w sprawach zleconych przez Przewodniczącego Państwowej Komisji Planowania Gospodarczego lub Przewodniczącego Państwowej Rady Telekomunikacyjnej.

## Szczegółowy zakres działania Rady
W szczególności Rada:
- inicjowała i opiniowała projekty aktów normatywnych, dotyczących ujednolicenia polityki telekomunikacyjnej w kraju;
- opiniowała wytyczne do projektów rozwoju telekomunikacji oraz sieci telekomunikacyjnych w kraju;
- opiniowała zamierzenia poszczególnych resortów co do zgodności z ogólnym planem rozwoju telekomunikacji oraz stronę techniczną planów: inwestycyjnych, produkcyjnych i importowych – w części dotyczącej sprzętu i urządzeń telekomunikacyjnych;
- współpracowała z Polskim Komitetem Normalizacyjnym przy ustalaniu planu i wytycznych dla norm telekomunikacyjnych;
- opiniowała wnioski w sprawach podstawowych założeń technicznych i eksploatacyjnych sieci telekomunikacyjnych, standaryzacji i modernizacji sprzętu, urządzeń oraz materiałów telekomunikacyjnych,
- opiniowała międzynarodowe umowy telekomunikacyjne,
- inicjowała badania techniczne,
- przeprowadzała szkolenia kadr technicznych,
- organizowała wydawnictwa w zakresie telekomunikacji;
- opracowywała inne sprawy, poruczone przez Przewodniczącego Państwowej Komisji Planowania Gospodarczego.

## Prezydium Rady
Prezydium Rady stanowili:
Przewodniczący, którym z urzędu był Minister Poczt i Telegrafów oraz 8 delegatów powołanych po jednym przez Przewodniczącego Państwowej Komisji Planowania Gospodarczego, oraz z:
- Ministra Poczt i Telegrafów,
- Ministra Obrony Narodowej,
- Ministra Bezpieczeństwa Publicznego,
- Ministra Przemysłu Ciężkiego,
- Ministra Komunikacji,
- Ministra Żeglugi,
- Prezesa Centralnego Urzędu Radiofonii.

Przewodniczącego Rady podczas jego nieobecności zastępował delegat Państwowej Komisji Planowania Gospodarczego.

## Zadania Prezydium Rady
Prezydium Rady:
- opracowywało plan pracy Rady,
- ustalało tematy do opracowania w sekcjach fachowych i czuwa nad pracami sekcji fachowych,
- rozpatrywało wyniki prac sekcji fachowych,
- zatwierdzało i przedstawiało Przewodniczącemu Państwowej Komisji Planowania Gospodarczego kwartalne sprawozdania z działalności Rady,
- przedstawiało Przewodniczącemu Państwowej Komisji Planowania Gospodarczego preliminarz budżetowy Rady,
- podejmowało wszelkie uchwały w zakresie działalności Rady.

## Zadania Sekretariatu Rady
Sekretariat Rady:
- prowadził protokoły posiedzeń Prezydium Rady,
- przygotowywał materiały na posiedzenia Prezydium Rady,
- opracowywał preliminarz budżetowy Rady,
- opracowywał sprawozdania z działalności Rady,
- prowadził sprawy kancelaryjne i archiwum Rady.

## Zniesienie Rady
Na podstawie uchwały Rady Ministrów z 1972 r. w sprawie utraty mocy obowiązującej niektórych uchwał Rady Ministrów, Prezydium Rządu, Komitetu Ekonomicznego Rady Ministrów i Komitetu Ministrów do Spraw Kultury, ogłoszonych w Monitorze Polskim zlikwidowano Państwową Radę Telekomunikacyjną.